# Tears on Tape
Tears on Tape (с англ. — «Слёзы на ленте») — восьмой и последний студийный альбом финской рок-группы HIM, официально выпущен 26 апреля 2013 года в Финляндии, 29 апреля — в Евросоюзе, и 30 апреля — в США и Канаде.

## Об альбоме
Tears on Tape был анонсирован Вилле Вало 18 августа 2012 года через официальную группу HIM в социальной сети Facebook. Лидер коллектива оставил следующее сообщение: «В начале сентября мы вместе с продюсером Хийли Хийлесмаа отправимся в студию, чтобы начать работу над нашим восьмым полноформатным альбомом под названием Tears on Tape, который будет сведен Тимом Палмером и выпущен в начале 2013 года». В интервью сайту Examiner.com 22 октября Вало уточнил дату до «марта-апреля 2013 года». Список композиций альбома стал доступен читателям Metal Hammer, оформившим предварительный заказ Tears on Tape. 20 февраля 2013 года лейбл Universal Music Group сделал объявление о заключении контракта с HIM. Сообщение гласило, что новый альбом будет выпущен в Финляндии 26 апреля, также был назван первый сингл — «Into The Night». 22 февраля был обновлён официальный сайт группы: на нём появилось пустое поле для ввода пароля, при введении слов «Tears on Tape» пользователю демонстрировалась обложка будущей пластинки. 4 марта 2013 года на радиостанции журнала Kerrang! прозвучала песня «All Lips Go Blue». 8 марта коллектив сыграл «Into The Night» в эфире финского радио. 10 марта на сайте интернет-магазина Amazon появились превью и длительность композиций с Tears on Tape.
Известно, что диск станет первой записью HIM, включающей инструментальные интермедии (треки 1, 8, 11, 13). Обложка альбома была создана британским музыкантом Дэниэлом П. Картером. Она изображает змею, кружащуюся вокруг гептаграммы (а точнее, вокруг печати Бабалона), внутри которой заключён символ HIM — хартаграмма. На спине змеи написаны строчки из заглавной песни «Tears On Tape»: «Tears on tape, I will follow into your heart sketching rain from afar. Tears on tape, she surrenders needle in arm while we dance into the storm.», стилизованные под шрифт Малахим, изобретённый алхимиком Генрихом Корнелиусом.

## Список композиций

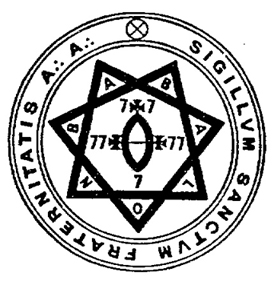
Печать Бабалона

Слова и музыка всех песен — Вилле Вало.
| №   | Название                   | Длительность |
| --- | -------------------------- | ------------ |
| 1.  | «Unleash The Red»          | 1:07         |
| 2.  | «All Lips Go Blue»         | 3:49         |
| 3.  | «Love Without Tears»       | 3:37         |
| 4.  | «I Will Be The End Of You» | 3:33         |
| 5.  | «Tears On Tape»            | 3:21         |
| 6.  | «Into The Night»           | 3:36         |
| 7.  | «Hearts At War»            | 3:46         |
| 8.  | «Trapped In Autumn»        | 1:33         |
| 9.  | «No Love»                  | 3:30         |
| 10. | «Drawn and Quartered»      | 5:13         |
| 11. | «Lucifer’s Chorale»        | 1:18         |
| 12. | «W.L.S.T.D.»               | 4:12         |
| 13. | «Kiss The Void»            | 2:21         |

## Участники записи
- Вилле Вало — вокал, акустическая гитара
- Микко «Линде» Линдстрём — соло-гитара
- Микко «Миге Амор» Паананен — бас-гитара
- Янне «Эмерсон Бёртон» Пууртинен — клавишные
- Мика «Гас Липстик» Карппинен — ударные

Технический персонал
- Хийли Хийлесмаа — продюсирование
- Тим Палмер — сведение

## Позиции в чартах
| Страна     | Позиция |
| ---------- | ------- |
| Австрия    | 7       |
| Венгрия    | 39      |
| Германия   | 2       |
| Испания    | 31      |
| Нидерланды | 89      |
| США        | 15      |
| Финляндия  | 2       |
| Швейцария  | 22      |
| Швеция     | 48      |
| Япония     | 221     |